# Sergei Furgal
Sergej Ivanovič Furgal (in russo Сергей Иванович Фургал?, Sergei Ivanovich Foorgal; Poyarkovo, 12 febbraio 1970) è un politico ed ex governatore regionale russo, membro della Duma di Stato dal 2007 al 2018.

## Biografia
Ha conseguito un master in economia presso l'Accademia Russa di Servizio Pubblico e una laurea in campo medico da Amur State Medical Academy. 
Membro del Partito Liberal Democratico, ha fatto parte della Duma di Stato dal 2007 al 2018. Nel 2008, Furgal ha ricevuto il Diploma d'onore del Presidente della Duma di Stato per i suoi contributi allo sviluppo della legislazione e del parlamentarismo in Russia. Nella sesta Duma di Stato ha ricoperto la carica di presidente della commissione per la protezione della salute da ottobre 2015 a ottobre 2016. Dal 2005 al 2007 è stato temporaneamente deputato della Duma legislativa del Krai di Khabarovsk.

### Governatore nelle elezioni 2018
Quando Furgal ha annunciato la sua candidatura alle elezioni governative del 2018, in pochi pensavano che avesse poche possibilità di vittoria di fronte al candidato appoggiato da Putin, Vyacheslav Shport. Al primo turno, invece, Furgal ha sorprendentemente ottenuto il 35,81% contro il 36,62% di Shport. Nel secondo turno, Furgal è stato eletto governatore di Khabarovsk Krai con ben il 69,57%.  La sua vittoria è stata in gran parte attribuita al sentimento anti-establishment condiviso sia a sinistra sia a destra degli schieramenti politici.  Secondo il Moscow Times, "gli elettori protestatari della regione erano pronti a votare per chiunque pur di sconfiggere il candidato sostenuto dal regime. (...) Putin aveva sostenuto personalmente Vyacheslav Shport, quindi Il rifiuto di Furgal di abbandonare la gara è stato visto come imperdonabile".
Furgal è entrato in carica il 28 settembre 2018. Da allora, il suo partito ha vinto numerose elezioni statali e locali, ottenendo anche due seggi alla Duma di Stato nel 2019.

### L'arresto
Il 9 luglio 2020, Furgal è stato arrestato dalle forze di FSB con l'accusa di coinvolgimento in più omicidi di diversi uomini d'affari nella regione e nei territori limitrofi nel 2004 e 2005. Furgal ha negato le accuse. 
Le proteste a sostegno di Furgal sono iniziate  in tutto l'Estremo Oriente russo dopo il suo arresto. L'11 luglio, si stima che decine di migliaia di persone abbiano preso parte alle proteste a Khabarovsk con slogan contro il presidente Putin, sostenendo che l'arresto era dovuto a motivi politici. Sebbene la manifestazione non fosse autorizzata, non sono stati effettuati arresti e la polizia non è intervenuta. 
Il 23 giugno, il presidente Vladimir Putin lo dimette dalla carica di Governatore del Territorio di Chabarovsk.